# Jon Awe
Jonathan Awe (né le 30 avril 1980 à Memphis dans le Tennessee aux États-Unis) est un joueur professionnel américain de hockey sur glace.

## Carrière de joueur
Après quatre saisons avec les « Huskies » l'équipe de l'université du Nord-Est, il se joignit aux Gladiators de Gwinnett de l'ECHL. Au terme de sa première saison professionnelle, il fut nommé recrue de l'année dans l'ECHL et joua aussi quelques parties dans la Ligue américaine de hockey. En 2007, il eut l'occasion de représenter les Gladiators au Match des étoiles. Il établit une nouvelle marque lors du concours d'habileté. Lors de l'épreuve du tir le plus puissant, il brisa l'ancienne marque établi par Jaroslav Obsut en 1999 de 4,7 km/h, soit un tir de 164,5 km/h. Il fut aussi nommé défenseur de l'année à la fin de la saison.
En 2007-2008, pour une première fois, évolua majoritairement dans la Ligue américaine de hockey avec les Aeros de Houston. Il signa ensuite un contrat avec le club sud-coréen Anyang Halla. Il y remporta le championnat en 2009-2010. En juillet 2011, il signe pour une saison en Italie avec le HC Valpellice.

## Statistiques
| Saison    | Équipe                            | Ligue       |    | Saison régulière | Saison régulière | Saison régulière | Saison régulière | Saison régulière |   | Séries éliminatoires | Séries éliminatoires | Séries éliminatoires | Séries éliminatoires | Séries éliminatoires |
| Saison    | Équipe                            | Ligue       | PJ | B                | A                | Pts              | Pun              | PJ               | B | A                    | Pts                  | Pun                  |                      |                      |
| 1999-2000 | Tornado du Texas                  | NAHL        | 52 | 13               | 25               | 38               | 73               | 7                | 2 | 3                    | 5                    | 16                   |                      |                      |
| 2000-2001 | Tornado du Texas                  | NAHL        | 49 | 15               | 19               | 34               | 75               | 6                | 0 | 1                    | 1                    | 0                    |                      |                      |
| 2001-2002 | Huskies de Northeastern           | NCAA        | 25 | 2                | 4                | 6                | 10               | -                | - | -                    | -                    | -                    |                      |                      |
| 2002-2003 | Huskies de Northeastern           | NCAA        | 24 | 0                | 1                | 1                | 24               | -                | - | -                    | -                    | -                    |                      |                      |
| 2003-2004 | Huskies de Northeastern           | NCAA        | 26 | 2                | 11               | 13               | 18               | -                | - | -                    | -                    | -                    |                      |                      |
| 2004-2005 | Huskies de Northeastern           | NCAA        | 36 | 2                | 10               | 12               | 38               | -                | - | -                    | -                    | -                    |                      |                      |
| 2005-2006 | Gladiators de Gwinnett            | ECHL        | 49 | 14               | 21               | 35               | 49               | 17               | 5 | 4                    | 9                    | 16                   |                      |                      |
| 2005-2006 | Pirates de Portland               | LAH         | 17 | 0                | 1                | 1                | 8                | -                | - | -                    | -                    | -                    |                      |                      |
| 2005-2006 | Bruins de Providence              | LAH         | 1  | 0                | 0                | 0                | 0                | -                | - | -                    | -                    | -                    |                      |                      |
| 2006-2007 | Gladiators de Gwinnett            | ECHL        | 66 | 24               | 32               | 56               | 65               | 4                | 1 | 2                    | 3                    | 2                    |                      |                      |
| 2006-2007 | Penguins de Wilkes-Barre/Scranton | LAH         | 2  | 0                | 0                | 0                | 0                | -                | - | -                    | -                    | -                    |                      |                      |
| 2006-2007 | Wolves de Chicago                 | LAH         | 5  | 1                | 3                | 4                | 0                | -                | - | -                    | -                    | -                    |                      |                      |
| 2007-2008 | Gladiators de Gwinnett            | ECHL        | 14 | 5                | 5                | 10               | 12               | -                | - | -                    | -                    | -                    |                      |                      |
| 2007-2008 | Aeros de Houston                  | LAH         | 59 | 5                | 17               | 22               | 38               | 3                | 0 | 0                    | 0                    | 2                    |                      |                      |
| 2008-2009 | Anyang Halla                      | Asia League | 35 | 12               | 17               | 29               | 54               | 7                | 2 | 4                    | 6                    | 10                   |                      |                      |
| 2009-2010 | Anyang Halla                      | Asia League | 18 | 6                | 11               | 17               | 16               | 9                | 2 | 4                    | 6                    | 18                   |                      |                      |
| 2010-2011 | Anyang Halla                      | Asia League | 36 | 7                | 13               | 20               | 16               | 4                | 2 | 1                    | 3                    | 0                    |                      |                      |
| 2011-2012 | HC Valpellice                     | Serie A     | -  | -                | -                | -                | -                | -                | - | -                    | -                    | -                    |                      |                      |
| 2012-2013 | Gladiators de Gwinnett            | ECHL        | 6  | 2                | 1                | 3                | 2                | -                | - | -                    | -                    | -                    |                      |                      |

## Trophées et honneurs personnels
- ECHL
  - 2006 : nommé dans l'équipe d'étoiles des recrues
  - 2007 : participation au Match des étoiles
  - 2007 : nommé défenseur de l'année